# Cymbeline
A Cymbeline (más néven Cymbeline, King of Britain) William Shakespeare egyik ritkán játszott színdarabja, amely három műfajba sorolható be, először tragédiának nevezték, majd regényes színműnek, később brit történelmi műnek is. A mű alapja Cymbelineről, egy korai brit-kelta királyról, más néven Cunobeline-ként említett királyról szóló legenda. A darab fő témái a szerelem, ármány és ártatlanság.

## Szöveg keletkezése és ideje
A mű nem rendelkezik dátumozással, de annyi biztos, hogy 1611. szeptember 8-a előtt íródott, ugyanis ekkor halt meg Simon Forman, aki először említette a darabot, viszont sajnos azt nem rögzítette, hogy hol és mikor látta. Feljegyzései szerint a Macbethet, és a Téli mesét a Globe Színházban látta, így valószínűsíthető, hogy a Cymbeline-t is ott játszották először. Azt biztosra megállapították, hogy a darab Shakespeare utolsó művei közé sorolható, és valamikor a Téli mese és A vihar című alkotások keletkezésekor íródhatott, viszont pontos sorrendet nem tudhatunk. Először az Első Fólióban jelent meg 1623-ban, ahol műfajilag tragédiaként volt besorolva.

## A mű forrásai
Maga az alapmű a brit történelemből veszi témáját, amit az angol krónikaíró, Raphael Holinshed írt meg Monmouth-i Gottfried krónikás Cunobeline brit uralkodóról szóló története alapján. Shakespeare ezt a történetet fejlesztette tovább saját elképzelései szerint. Jachimo ládába bújásának ötlete viszont Giovanni Boccaccio Dekameronjából származtatható.

## Szereplők
| Rákosi Jenő fordítása alapján                                                     | Lator László fordítása alapján     |
| Cymbeline – Britannia királya                                                     | Cymbeline – Britannia királya      |
| A királyné – Cymbeline második felesége                                           | Királyné – Cymbeline felesége      |
| Imogen – Cymbeline lánya első feleségétől, később apródnak öltözik Fidele álnéven | Imogen – Cymbeline lánya           |
| Leonatus Posthumus-Imogen férje                                                   | Posthumus Leonatus – Imogen férje  |
| Cloten – a királyné fia első férjétől                                             | Cloten – a királyné fia            |
| Pisano – Posthumus barátja és szolgája                                            | Pisanio – Posthumus szolgája       |
| Cornelius – orvos                                                                 | Cornelius – Orvos                  |
| Helen – Imogen cselédje                                                           |                                    |
| Két lord – Cloten szolgálatában                                                   |                                    |
| Két nemes                                                                         |                                    |
| Két brit kapitány                                                                 |                                    |
| Két börtönőr                                                                      |                                    |
| Philario – Posthumus háziura (gazdája) Rómában                                    |                                    |
| Jachimo – egy olasz úr, Philario barátja                                          | Iachimo – római ifjú               |
| Egy francia nemes – Philario barátja                                              |                                    |
| Egy holland nemes – Philaro barátja                                               |                                    |
| Egy spanyol nemes – Philario barátja                                              |                                    |
| Cajus Lucius – a rómaiak hadvezére                                                | Caius Lucius – római hadvezér      |
| Philharmonus – jövendőmondó                                                       |                                    |
| Két római szenátor                                                                |                                    |
| Római tribunok                                                                    |                                    |
| Egy római kapitány                                                                |                                    |
| Belarius – száműzött lord, aki Walesben él Morgan álnév alatt                     | Belarius – száműzött főúr          |
| Guiderius – Cymbeline fiai, akiket Belarius nevelt,                               | Guiderius – Cymbeline elrabolt fia |
| Arviragus – Polydore és Cadwal álnevek alatt                                      |                                    |
| Jupiter – az Istenek királya, jelenés                                             |                                    |
| Sicilius – Leonatus-Psthumus apja, jelenés                                        |                                    |
| Felesége – Posthumus anyja, jelenés                                               |                                    |
| Posthumus két fiútestvére, jelenések                                              |                                    |
| Urak, hölgyek, zenészek, követek és katonák                                       |                                    |

## Cselekmény

### Első felvonás

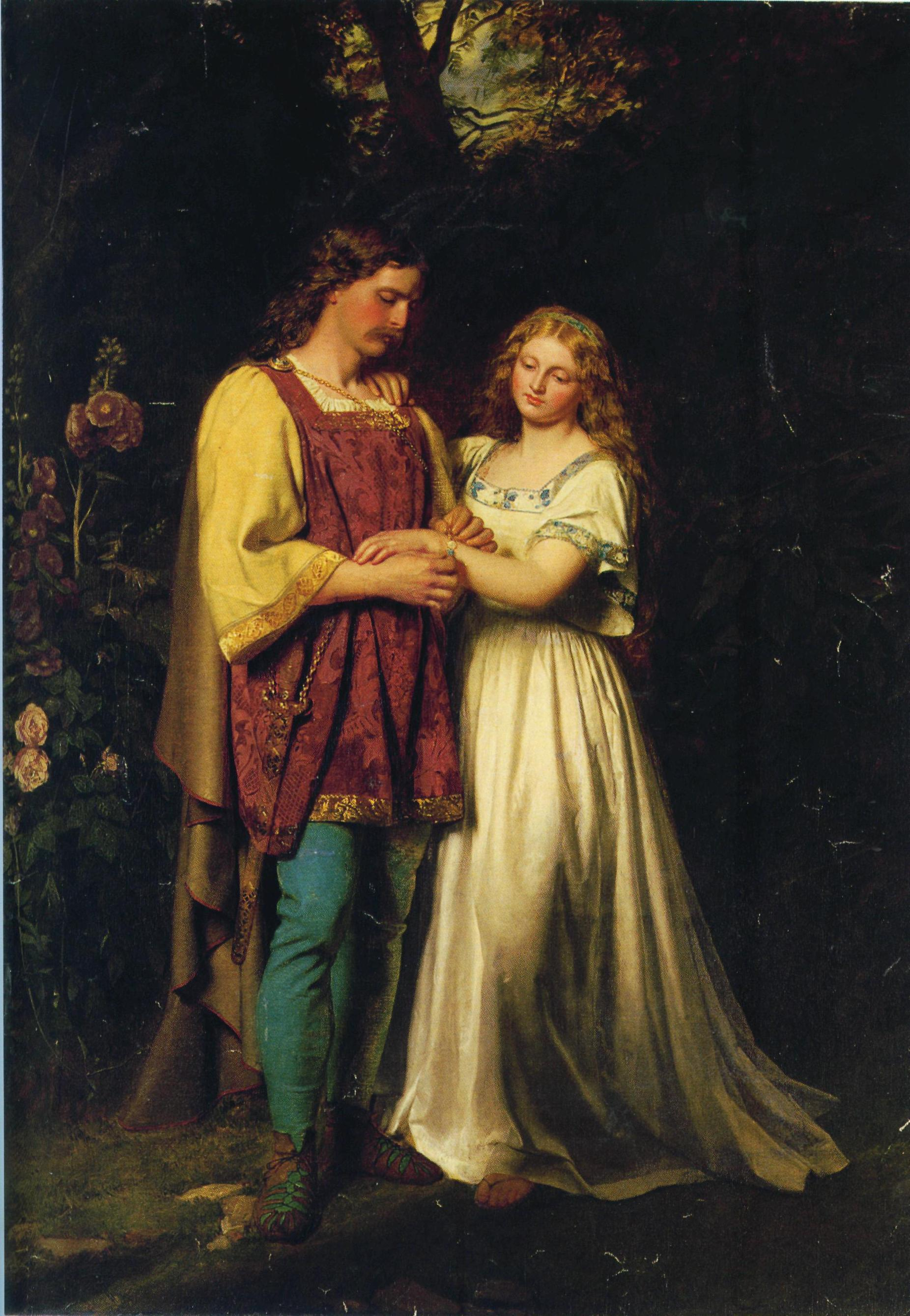
Posthumus és Imogen John Faed festményén

Cymbeline, Britannia királya újraházasodott, és lányát, Imogent hozzá szeretné adni új felesége kissé együgyű fiához, Clotenhez, ám Imogen ellenszegül apja akaratának és titokban az alacsony származású Leonatus Posthumushoz akar hozzámenni. Imogen egy gyűrűt ad Posthumusnak, a fiú pedig egy karkötőt viszonzásul, ezzel jelképezve szerelmüket, mikor Cymbeline száműzi Posthumust Olaszországba, hogy lánya egy királyi vérhez mehessen hozzá, ezzel pedig trónörökössé váljék. Posthumus Olaszországban találkozik a sima modorú olasszal, Jachimoval, aki állítja, hogy minden nő megszerezhető, így fogadást kötnek Imogen hűségére, pontosabban arra, hogy Jachimo nem tudja elcsábítani a nőt.

### Második felvonás
Mindeközben a királynő gyilkosságot tervez, meg akarja ölni Imogent és Posthumust is, hogy az ő arrogáns fia, Cloten lehessen a trónörökös. Mérget kér a doktortól, Corneliustól, ám az orvos csak altatót ad neki. Mindeközben Jachimo megérkezik Britanniába, hogy elcsábítsa Imogent, de terve nem sikerül, a lány elutasítja. Jachimo cselhez folyamodik, elbújik egy ládába Imogen hálótermében, és éjjel, míg alszik Imogen, ellopja annak karkötőjét, és megjegyzi a hálóteremben látottakat és az alvó Imogent is jól megnézi, hogy ezzel bizonyítsa Posthumusnak, hogy sikerült a csábítás.

### Harmadik felvonás
Posthumus hisz neki, és két levelet küld Britanniába. Egyiket Imogennek, hogy titokban találkozzanak Milford-révben, a másikat hű szolgájának, Pisanonak, hogy ölje meg ott a hűtlen Imogent. Pisano ezzel szemben elmondja Posthumus tervét Imogennek, és hisz ártatlanságában, nem öli meg őt, hanem odaadja a királynőtől kapott „mérget”, mert azt hiszi gyógyszer. Imogen férfi álruhát ölt és Fidele (hűséges) álnéven elindul, hogy bizonyítsa ártatlanságát, miközben Pisano üzen Posthumusnak, hogy megtette, amire kérte őt. Imogen útja során eltéved, és találkozik egy barlangban Belariusal, az igazságtalanul száműzött lovaggal, és két fiával, Polidorral és Cadwallal. Az álruhás lány hamar összebarátkozik velük, és a két fiú mit sem sejt valódi származásukról, hogy ők valójában Cymbeline fiai, Guiderius és Arviragus. Amint Cloten megtudja, hogy Imogen és Posthumus találkozni akarnak Milford-révben, elindul ő is oda Posthumusnak öltözve, hogy megölje Posthumust és megszerezze magának Imogent.

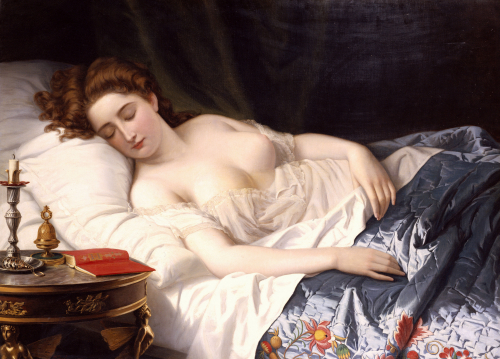
Imogen a hálótermében, ahol Jachimo megleste melle alatti anyajegyét. Wilhelm Ferdinand Souchon illusztrációja 1872

### Negyedik felvonás
A barlangnál találkozik Cloten és Guiderius, és szóváltásuk kardívással végződik, mely végén, Guiderius lefejezi Clotent. Imogen a történtek hatására, és a hosszú út miatti fáradtsága miatt rossz állapotba kerül, és megissza a Pisanótól kapott gyógyszert. A lány mély álomba merül tőle, így a férfiak a barlangban azt hiszik meghalt. Behozzák a barlangba Cloten lefejezett testét és Imogen mellé fektetik. A lány felébred álmából, és látván Cloten fej nélküli testét Posthumus ruháiban, azt hiszi, hogy szerelme halott. Amíg mindez lezajlik, Cymbeline udvarában Cymbeline nem hajlandó sarcot fizetni Római hűbérurának, és Cajus Lucius, a római hadvezér figyelmezteti a rómaiak dühére, és arra, hogy meg fogják Britanniát támadni, ha nem fizet. Mindez meg is történik, és Lucius római katonáival pont akkor ér oda a barlangoz, amikor Fidele meggyötörten gyászolja szerelmét, amiről a hadvezér azt feltételezi, hogy a szolga gyászolja hűbérurát, így meghatottan magához veszi Fidelet apródként.

### Ötödik felvonás
Ez alatt Jachimo és Posthumus a római sereggel tart, de Posthumus meggondolja magát, beöltözik egy brit parasztnak, és harcol Britanniáért Belariussal, Arviragussal és Guideriussal. Cymbeline király nem ismeri fel egyikőjüket sem, viszont foglyul ejtik Jachimot és Luciust, ezzel megnyerve a csatát és megmenekítve Britanniát a római hadaktól. Posthumus bűntudattól hajtva visszaöltözik római katonának és hagyja magát elfogatni, majd Fidelet is foglyul ejtik, és együtt várják halálukat bebörtönözve a római hadakkal. Aznap éjjel Posthumus egy álmot lát, melyben Jupiter isten találkozik Posthumus őseivel, és megígéri nekik, hogy gondját viseli leszármazottjuknak. Másnap Cornelius megérkezik az udvarba és közli a királyné halálát. Cymbeline maga elé hívatja a foglyokat és Fidelet furcsán ismerősnek találja. Ekkor Fidele megpillantja Jachimo kezén Posthumus gyűrűjét, így Jachimo bevallja mit tett, amit Posthumus alá is támaszt. Fidele személye nyilvánosságra kerül Cornelius és Pisano segítségével, a pár újra egymásra talál és megbocsátanak egymásnak és Jachimonak is. Kiderül az is, hogy Arviragus és Guiderius a király fiai, és Belarius is ártatlanul lett száműzve. Így már nem Imogen Cymbeline örököse és hozzá mehet Posthumushoz. Cymbeline megbocsát az összes római fogolynak, és a királynét okolja, amiért nem fizetett sarcot, így hajlandó azt is kifizetni utólag, ezzel biztosítva a békét Róma és Britannia között.

## A mű témái
A mű egyik fő témája a brit és a római történelem. A darab Britanniában játszódik időszámításunk utáni első évszázadban, és a római kultúra is többször megjelenik benne. David M. Bergeron Shakespeare’s Last Roman Play című esszéje szerint a műben megtalálhatóak a római kultúra jellemzői, a katonaság, valamint Shakespeare a darabban politikai problémákkal is foglalkozik.
Történelmi események bevonásával a mű főbb témái a katonaság, a szövetség, a testvériség és a birodalmi eszménykép. Cymbeline karaktere lehet I. Jakab angol király megtestesülése is, mivel Shakespeare a romanizált Britanniát a Római Birodalom megfelelő utódjának tekinti, ezzel degradálva az amúgy Római Birodalomból kialakuló Olaszországot, annak morális hanyatlása miatt.

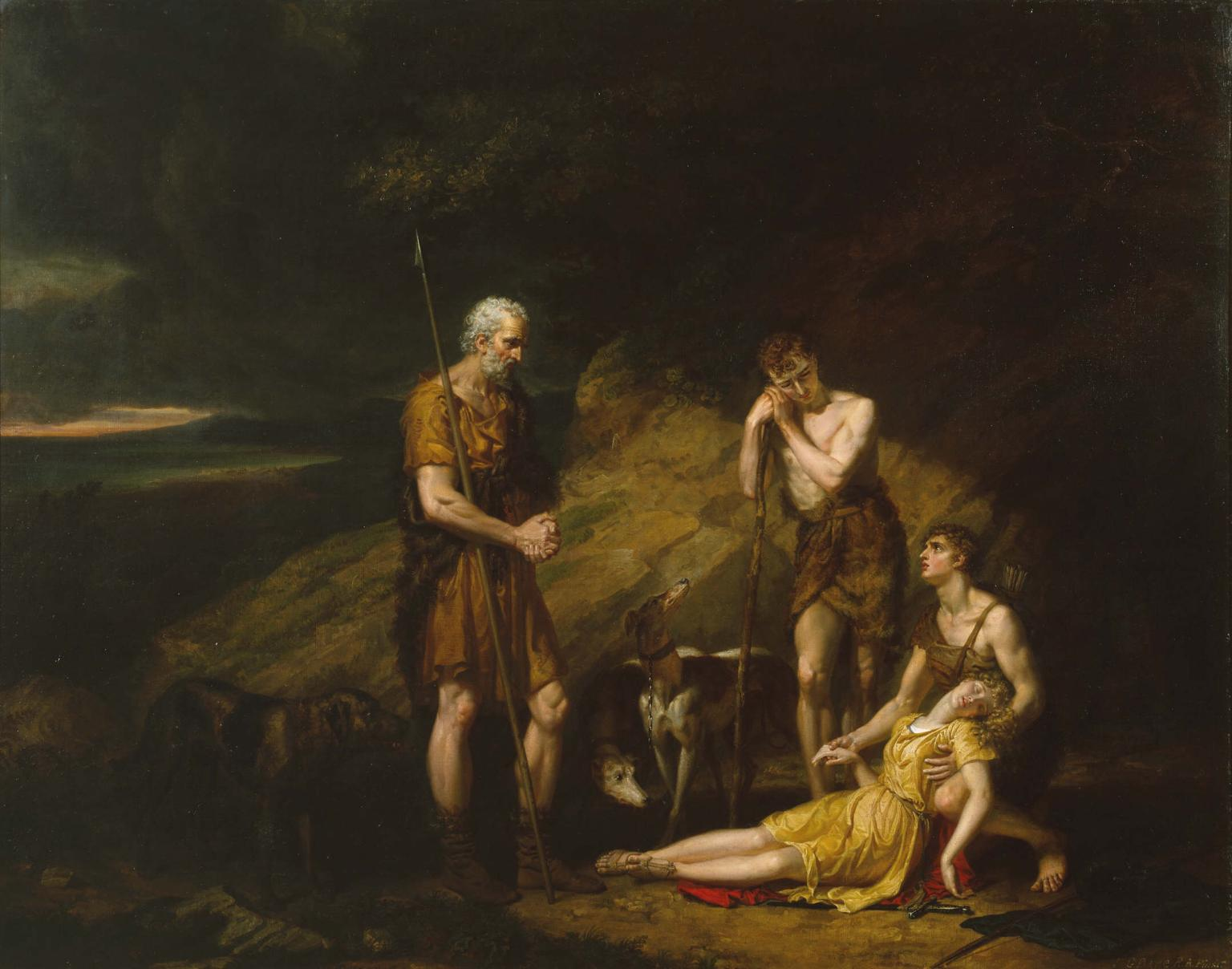
Imogent megtalálják Belarius barlangjában, George Dave festménye

További fontos témák még a műben a női szerepek és erények, a nemek közti különbségek, a női hűség és tisztaság fontossága. A mű fő konfliktusa Imogen hűségének megkérdőjelezéséből fakad. Imogen a megtestesítője a kor ideális nőjének, a kinézete és elszántsága tökéletes, a hűsége megingathatatlan.

## A mű a magyar színházakban
Shakespeare-nek e műve az egyik legritkábban játszott darab, Magyarországon először 1881. május 6-án mutatták be a budapesti Nemzeti Színházban, itt Rákosi Jenő fordítását használták, és Imogent Jászai Mari alakította. Nem sokkal ez után 1876. december 2-án a Kolozsvári Nemzeti Színház mutatta be a művet, ahol Rákosi Jenő fordítását használták. Később 1981. szeptember 25-én játszották a Szegedi Nemzeti Színházban, ahol Vajda Endre fordítását használták és a rendező Ruszt József volt. Ez után a Budapesti Kamaraszínház Ericsson Stúdiója mutatta be 2000. szeptember 30-án, mely előadás rendezője Almási-Tóth András volt, és Lator László fordítását használták. Majd ezután 2005. február 25-én mutatta be az R.S.9 Színház, melynek rendezője Balkai Géza, és itt is Lator László fordítását használták.

## Filmadaptációk
1978-ban elindult a BBC televízió csatorna által egy Shakespeare műveit feldolgozó sorozat, melynek 6. évadában feldolgozásra került a Cymbeline is 1983-ban. 2014-ben készült el Michael Almereyda rendezésével a színdarab filmes változata, amelyben Ethan Hawke, Ed Harris, Dakota Johnson, Milla Jovovich és John Leguizamo tűnik fel.